# Peter Carington, 6.º Barão Carrington
Peter Alexander Rupert Carington, 6º Barão Carrington, Barão Carington de Upton, KG, GCMG, CH, MC, PC, DL (Londres, 6 de junho de 1919 – Bledlow, 9 de julho de 2018), foi um político britânico Partido Conservador e par hereditário que serviu como Secretário de Defesa de 1970 a 1974, Secretário de Relações Exteriores de 1979 a 1982, presidente da General Electric Company de 1983 a 1984 e Secretário-Geral da OTAN de 1984 a 1988. No primeiro governo de Margaret Thatcher, ele desempenhou um papel importante na negociação do Acordo de Lancaster House, que encerrou o conflito na Rodésia e permitiu a criação do Zimbabwe. Carrington serviu mais tarde como presidente do Comitê Diretor das reuniões do Grupo de Bilderberg de 1990 a 1998.
Carington era Secretário de Relações Exteriores em 1982, quando a Argentina invadiu as Ilhas Malvinas. Ele assumiu total responsabilidade pela falha em prever isso e renunciou. Como secretário-geral da OTAN, ele ajudou a evitar uma guerra entre a Grécia e a Turquia durante a crise do Mar Egeu de 1987. 
Após a Lei da Câmara dos Lordes de 1999, que removeu o direito automático dos pares hereditários de se sentarem na Câmara dos Lordes, Carington foi criado um par vitalício como Barão Carington de Upton.

## Biografia
O sobrenome "Carrington" (com dois Rs) foi adotado por licença real datada de 1839 por seu ancestral masculino direto Robert Carrington, 2º Barão Carrington, no lugar de Smith.  O pai deste último, Robert Smith, parlamentar por Nottingham, foi criado Barão Carrington em 1796 (Pariato da Irlanda) e 1797 (Pariato da Grã-Bretanha).  A grafia do sobrenome foi alterada por licença real para "Carington" (com um r) em 1880 pelos filhos do 2º Barão, mas a grafia do título não mudou.
Nascido em Chelsea em 6 de junho de 1919,   Peter Alexander Rupert Carington  foi o único filho do 5º Barão Carrington com sua esposa, a Hon. Sybil Marion Colville, filha de Charles Colville, 2º Visconde Colville de Culross.  Seus tios-avós eram o estadista liberal Charles Wynn-Carington, 1º Marquês de Lincolnshire, e o político e cortesão o Hon. Sir William Carington. Carington cresceu em Millaton House, em Bridestowe, Devon.  Ele estudou na Sandroyd School de 1928 a 1932,  na época em Cobham, Surrey e Eton College. Ao deixar Eton, seu diretor, Cyril Butterwick, disse sobre Carington: "Para um garoto realmente estúpido, há três profissões possíveis: agricultura, soldado e corretor da bolsa". 

## Serviço militar
Após o treinamento no Royal Military College, Sandhurst, Carington foi comissionado na Grenadier Guards como segundo-tenente em 26 de janeiro de 1939.  Ele serviu no regimento durante a Segunda Guerra Mundial, foi promovido a tenente em 1º de janeiro de 1941,  e mais tarde capitão temporário  e major interino. Carington foi comandante de um tanque durante a Operação Market Garden na Holanda em 1944. Ele liderou o primeiro grupo de quatro tanques Sherman a cruzar a ponte rodoviária de Nijmegen sobre o rio Waal e foi condecorado com a Cruz Militar (MC) em 1º de março de 1945 "em reconhecimento aos serviços galantes e distintos no noroeste da Europa".   Após a guerra, Carington permaneceu no exército até 1949. 

## Carreira política (1946–1982)

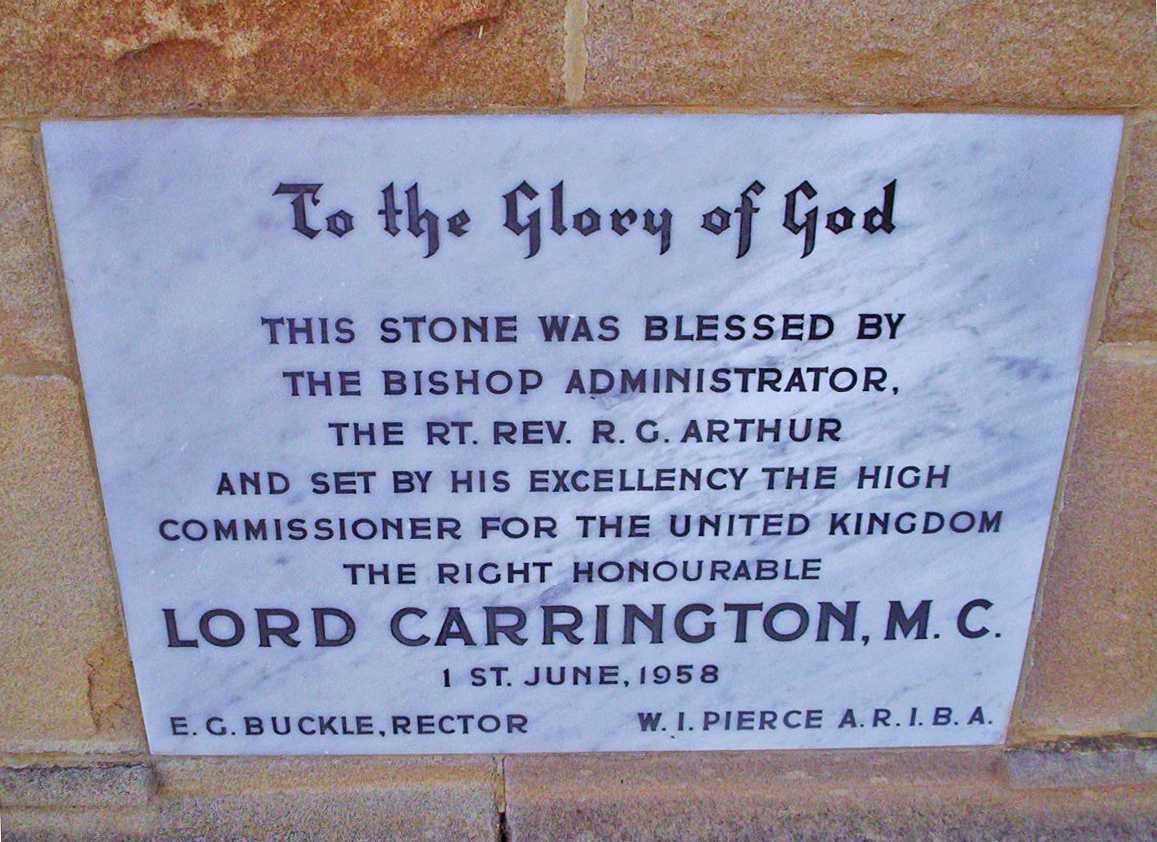
Pedra colocada por Lord Carrington, enquanto Alto Comissário na Austrália, na Igreja de Todos os Santos, Canberra.

Em 1938, Carington sucedeu seu pai como 6º Barão Carrington. Embora tenha se tornado elegível para ocupar seu assento na Câmara dos Lordes em seu 21º aniversário em 1940, uma vez que estava em serviço ativo, ele não o fez até 9 de outubro de 1945.  Depois de deixar o Exército, Carington se envolveu na política e serviu nos governos conservadores de Winston Churchill e Anthony Eden como secretário parlamentar do Ministro da Agricultura e Alimentação de novembro de 1951 a outubro de 1954. Ele também foi nomeado Deputy Lieutenant de Buckinghamshire em 2 de julho de 1951.  Durante o caso Crichel Down, que levou à renúncia do ministro Thomas Dugdale, Carington apresentou sua renúncia, que foi recusada pelo primeiro-ministro. Carington foi Secretário Parlamentar do Ministro da Defesa de outubro de 1954 a outubro de 1956, e então foi nomeado Alto Comissário para a Austrália, cargo que ocupou até outubro de 1959. Tornou-se Conselheiro Privado em 1959. 
Após seu retorno à Grã-Bretanha, serviu sob Harold Macmillan como Primeiro Lorde do Almirantado até outubro de 1963.  Nessa função, Carington trabalhou com Lord Mountbatten, que era Chefe do Estado-Maior da Defesa, durante um período de grande reestruturação e reforma do Almirantado.  Depois que Alec Douglas-Home se tornou primeiro-ministro em outubro de 1963, Carington ocupou os cargos de ministro sem pasta e líder da Câmara dos Lordes até outubro de 1964, quando a eleição geral levou a uma mudança de governo. De 1964 a 1970 foi líder da oposição na Câmara dos Lordes.
Quando os conservadores retornaram ao poder em 1970, sob Edward Heath, Carington tornou-se secretário de Defesa, onde permaneceu até as eleições gerais de fevereiro de 1974. Em uma carta de 1977 discutindo a política de tortura de internados republicanos irlandeses durante a Operação Demetrius em agosto de 1971, o então Secretário do Interior Merlyn Rees atribuiu as origens da política a Carington: "É minha opinião (confirmada por Brian Faulkner antes da sua morte [primeiro-ministro da Irlanda do Norte na altura]) que a decisão de utilizar métodos de tortura na Irlanda do Norte em 1971/72 foi tomada pelos ministros – em particular Lord Carrington, então secretário de Estado da Defesa."  
Carington tornou-se secretário-sombra da defesa em 1968, depois de Enoch Powell ter sido demitido, na sequência do seu controverso discurso Rivers of Blood sobre a imigração.  Ele também atuou como presidente do Partido Conservador de 1972 a 1974 e foi brevemente Secretário de Estado de Energia de janeiro a março de 1974.

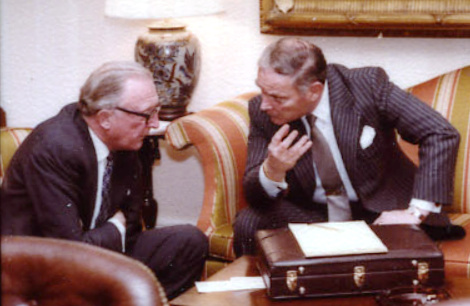
Carington (então Secretário de Relações Exteriores) e o Secretário de Estado dos EUA, Alexander Haig, se encontram durante uma visita de Estado de Margaret Thatcher aos EUA em 1981.

Carington foi novamente líder da oposição na Câmara dos Lordes de 1974 a 1979. Em 1979, foi nomeado Secretário de Relações Exteriores e Ministro do Desenvolvimento Exterior no primeiro gabinete de Margaret Thatcher. Thatcher falou muito bem de Carington, afirmando que "Peter tinha grande brio e a capacidade de identificar imediatamente os pontos principais em qualquer argumento; e ele conseguia expressar-se em termos pungentes. Tínhamos desentendimentos, mas nunca houve ressentimentos." 
Carington presidiu a conferência de Lancaster House em 1979, com a presença de Ian Smith, Abel Muzorewa, Robert Mugabe, Joshua Nkomo e Josiah Tongogara, que pôs fim à Guerra Civil da Rodésia. Mais tarde, ele expressou seu apoio a Mugabe em detrimento de Smith. 
Carington foi o principal responsável por garantir que a Lei do Canadá de 1982 fosse aprovada pela Câmara dos Lordes. De acordo com as disposições do ato, que recebeu a sanção real em 29 de março de 1982, o Parlamento britânico renunciou a qualquer papel futuro na alteração da constituição canadense, um processo conhecido no antigo domínio como patriação.
Carington era secretário de Relações Exteriores quando a Argentina invadiu as Ilhas Malvinas em 2 de abril de 1982. Ele renunciou ao seu cargo em 5 de abril, assumindo total responsabilidade pela complacência do Ministério dos Negócios Estrangeiros e da Commonwealth na sua incapacidade de prever este desenvolvimento  e pelos sinais enganosos enviados pelo Ministério dos Negócios Estrangeiros sobre as intenções britânicas de manter o controlo sobre as Malvinas.  Na sua autobiografia, Margaret Thatcher expressou mais tarde a sua tristeza pela sua partida.  Ela pediu-lhe que ficasse, mas ele foi-se embora porque ele e o Ministério dos Negócios Estrangeiros eram alvo de desconfiança e até de ódio por muitos conservadores de base. 
Lord Carrington foi o mais recente par hereditário a ocupar um dos quatro Grandes Cargos de Estado. 

## Vida posterior e morte

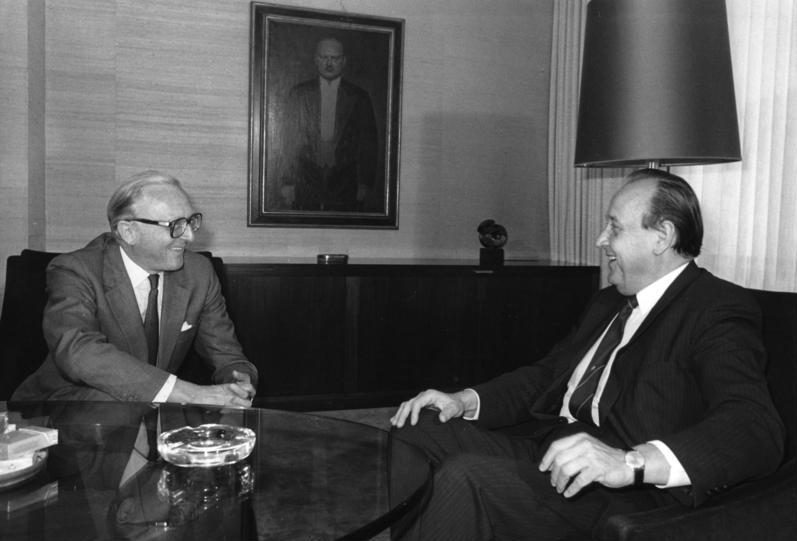
Carrington (então Secretário-Geral da OTAN) com o Ministro dos Negócios Estrangeiros da Alemanha Ocidental, Hans-Dietrich Genscher em Bonn, 1984

Carington serviu como Secretário-Geral da OTAN de 1984 a 1988. Foi presidente do Victoria and Albert Museum de 1983 a 1988.  Foi nomeado Chanceler da Ordem de São Miguel e São Jorge em 1 de agosto de 1984,  servindo até junho de 1994. 
Em 1991, presidiu às negociações diplomáticas sobre a desintegração da Iugoslávia e tentou aprovar um plano para pôr fim às guerras e fazer com que cada república se tornasse uma nação independente. 
Além de seus cargos políticos, Carington foi reitor da Universidade de Reading e atuou como presidente de várias empresas, incluindo a Christie's, e como diretor de muitas outras, incluindo Barclays Bank, Cadbury Schweppes e The Daily Telegraph. Ele também presidiu as conferências de Bilderberg de 1990 a 1998, sendo sucedido em 1999 por Étienne Davignon.  De 1983 a 2002, foi presidente da Pilgrims Society,   e de 1971 a 2018 presidente da Britain-Australia Society.  Foi nomeado Chanceler da Ordem da Jarreteira em 8 de novembro de 1994,  função da qual se aposentou em outubro de 2012. 
Depois que a Lei da Câmara dos Lordes de 1999 removeu o direito automático dos pares hereditários de se sentarem na Câmara dos Lordes, Carington, junto com todos os antigos líderes da Câmara dos Lordes, recebeu o título de nobreza vitalício em 17 de novembro de 1999. Ele assumiu isso como Barão Carington de Upton, de Upton no Condado de Nottinghamshire.  Ele foi o membro mais antigo da Câmara dos Lordes e, após a aposentadoria de Lord Barber de Tewkesbury em 2016, tornou-se o mais velho. Ele foi o segundo membro mais antigo do Conselho Privado, depois do Duque de Edimburgo.
Ele morreu em 9 de julho de 2018, aos 99 anos, de causas naturais    em sua casa, a Manor House,  em Bledlow, Buckinghamshire.  Seu filho Rupert o sucedeu como 7º Barão Carrington. 
Um serviço memorial foi realizado na Abadia de Westminster em 31 de janeiro de 2019. 

## Família
Carington casou-se com Iona McClean (19 de março de 1920 - 7 de junho de 2009), filha do tenente-coronel Sir Francis McClean AFC e Aileen Wale, em 25 de abril de 1942. Eles tiveram três filhos: Alexandra de Bunsen DL (nascida em 1943), Virginia Carington CVO (nascida em 1946; anteriormente casada com Lord Ashcombe),  e Rupert Carington, 7º Barão Carrington DL (nascido em 1948). A esposa de Carington, Lady Carrington, morreu em 7 de junho de 2009, aos 89 anos.  

## Na cultura popular
Carington foi convidado no programa de longa duração Desert Island Discs da BBC Radio 4 em 1975  e no A Good Read da mesma estação em 2004. 
No filme de guerra de 1977, A Bridge Too Far, John Stride interpretou um capitão da Grenadier Guards na Ponte de Nijmegen, baseada em Carington. Esta representação retrata a discussão histórica entre Carington e o Major Julian Cook sobre se deveriam seguir em frente pela rota da "Rodovia do Inferno". 
Em fevereiro de 1982, Carington foi retratado por Rowan Atkinson em uma paródia de Not the Nine O'Clock News do Question Time, discutindo pedantemente um holocausto nuclear iminente.  
Carington foi interpretado por James Fox na produção da BBC de 2002 de The Falklands Play, de Ian Curteis.  Ele também foi brevemente retratado por James Smith no filme de 2011 The Iron Lady,  e por Jeff Rawle na peça Handbagged de 2014. 

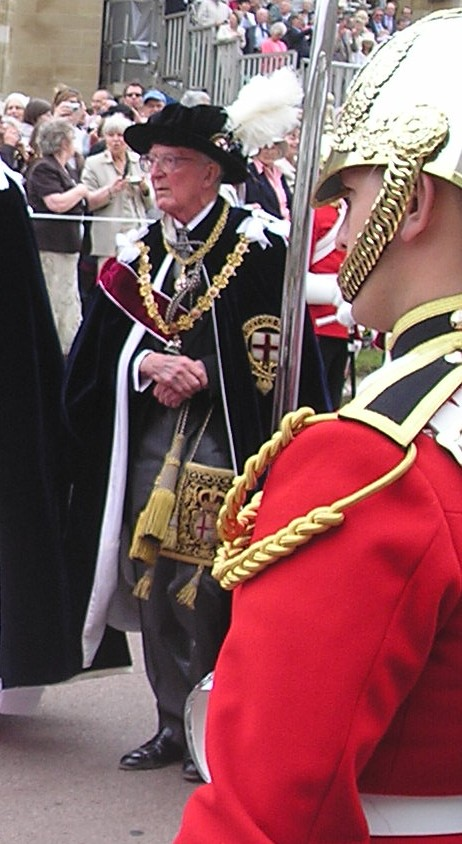
Lord Carrington, como Chanceler da Ordem da Jarreteira, em procissão até a Capela de São Jorge em 2006

## Honras e condecorações
- 1945: Cruz Militar
- 1958: [59] Cavaleiro Comandante da Mais Distinta Ordem de São Miguel e São Jorge (KCMG)
- 1959: Lorde do Honorável Conselho Privado de Sua Majestade
- 1983: [60] Membro da Ordem dos Companheiros de Honra (CH)
- 1985: [61] Cavaleiro Companheiro da Mais Nobre Ordem da Jarreteira (KG); Chanceler da Ordem [62] (1994–2012)
- 1988: [63] Cavaleiro da Grã-Cruz da Mais Distinta Ordem de São Miguel e São Jorge (GCMG); Chanceler da Ordem [64] (1984–1994) [65]
- 1999: [66] Pariato Vitalício, como Barão Carington de Upton
- Cavaleiro da Grã-Cruz da Real e Distinta Ordem Espanhola de Carlos III [67]
- 1988: [68] Medalha Presidencial da Liberdade
- Medalha do Departamento de Defesa por Serviço Público Distinto
- Liberdade da Cidade de Londres

### Graus honorários
- 1981: [69] Universidade de Cambridge (LLD)
- 1983: [70] Universidade de Essex (DUniv)
- Dezembro de 1989: [71] [72] Universidade de Reading (DLitt)
- 1986: [73] Universidade de Harvard (LLD)
- 1993: [74] Universidade de Nottingham (LLD)
- 14 de dezembro de 1998: [75] Universidade de Newcastle upon Tyne (DCL)
- 21 de novembro de 2003: [76] Universidade de Oxford (DCL)

### Brasão
| Brasão de Armas |